# Іоан Малиновський
Іоан Малиновський (1661 — пізніше 1696) — українських художник зі Львова, син столяра Андрія Малиновського і Софії, охрещений у латинській катедрі у Львові 25 червня 1661 року. Із живописних робіт відомими є тільки «Єрусалим» та «Афонська гора», виконані 1696 року на замовлення економа синайського монастиря Хадзі Киріяка. Обидві картини створені у формі арок і виконували функцію декоративних деталей фасаду храму Успіння Пресвятої Богородиці у Львові. Зараз обидві картини перебувають у колекції Львівської національної галереї мистецтв імені Бориса Возницького в експозиції Олеського замку. 

## Роботи

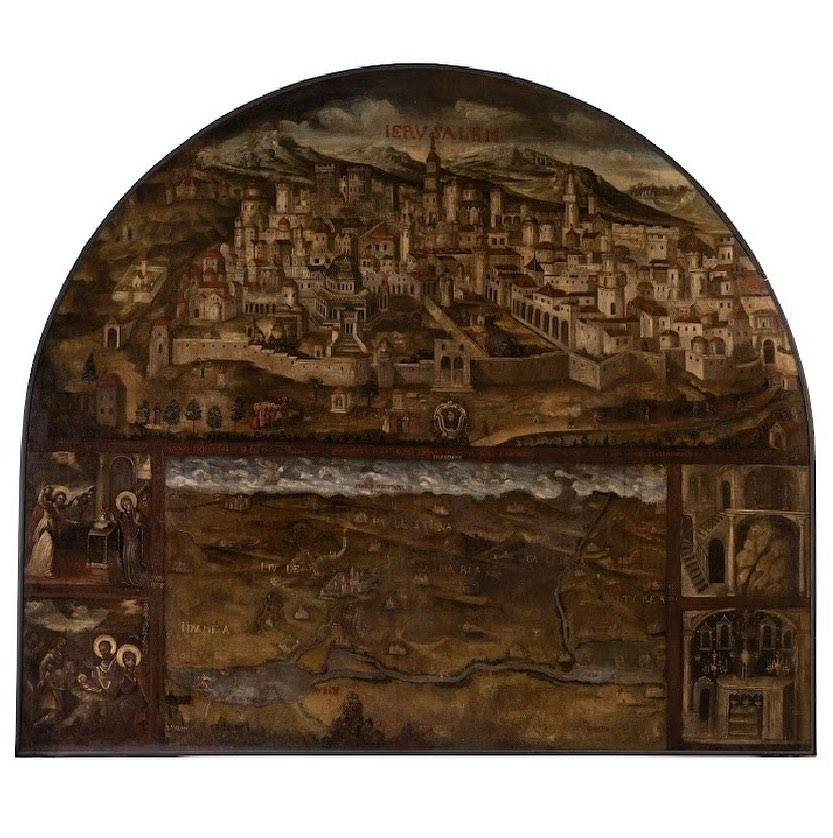
Єрусалим, 1696, полотно, олія, 231х277 см
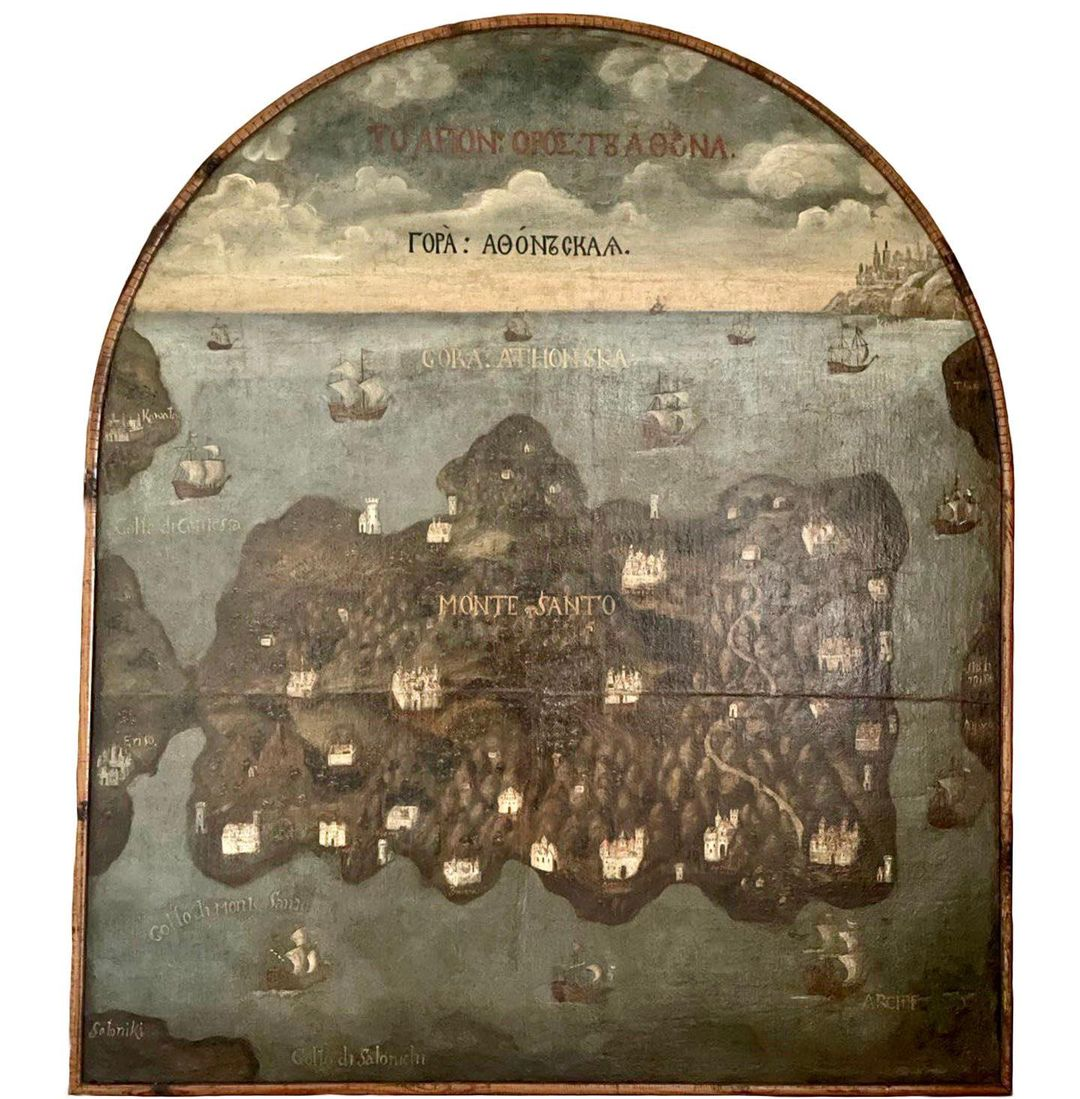
Афонська гора, 1696, полотно, олія, 229х197 см